# Wärmeübergangskoeffizient
Der Wärmeübergangskoeffizient {\displaystyle \alpha } (englisch h für heat transfer coefficient), auch Wärmeübergangszahl oder Wärmeübertragungskoeffizient genannt, ist ein Proportionalitätsfaktor, der die Intensität des Wärmeübergangs an einer Grenzfläche bestimmt. Der Wärmeübergangskoeffizient in W/(m²·K) ist eine spezifische Kennzahl einer Konfiguration von Materialien bzw. von einem Material zu einer Umgebung in Form eines Fluids.
Einzelne Disziplinen, darunter die Bauphysik, nutzen europaweit seit Juli 1999 aufgrund international angepasster Normen statt {\displaystyle \alpha } das englische Formelzeichen h. Diesem Umstand wird in den entsprechenden Abschnitten Rechnung getragen.

## Definition und Bedeutung
Der Wärmeübergangskoeffizient beschreibt die Fähigkeit eines Gases oder einer Flüssigkeit, Energie von der Oberfläche eines Stoffes abzuführen bzw. an die Oberfläche abzugeben. Er hängt unter anderem von der spezifischen Wärmekapazität, der Dichte und dem Wärmeleitkoeffizienten des wärmeabführenden sowie des wärmeliefernden Mediums ab. Die Berechnung des Koeffizienten für Wärmeleitung erfolgt meist über den Temperaturunterschied der beteiligten Medien.
Der Wärmeübergangskoeffizient ist im Gegensatz zur Wärmeleitfähigkeit keine reine Materialkonstante, sondern umgebungsabhängig wie von
- der Strömungsgeschwindigkeit v bzw. der Art der Strömung (laminar oder turbulent),
- den geometrischen Verhältnissen und
- der Oberflächenbeschaffenheit.

Im Bauwesen wird häufig vereinfachend mit pauschalen Werten für den Wärmeübergangskoeffizienten gerechnet. Aufgrund der Abhängigkeit von der Strömungsgeschwindigkeit ist dies zwar ungenau, jedoch relativ unbedenklich, weil der Hauptwärmewiderstand bei Bauteilen mit Wärmedämmung nicht im Wärmeübergang liegt, sondern im Wärmedurchgang des Bauteils.

## Berechnung bei Wärmeübertragung
{\displaystyle {\begin{alignedat}{2}\Delta Q&=\alpha \cdot A\cdot (T_{1}-T_{2})\cdot \Delta t\quad \Leftrightarrow \quad {\dot {Q}}&=\alpha \cdot A\cdot (T_{1}-T_{2})\\\Leftrightarrow \alpha &={\frac {\Delta Q}{A\cdot (T_{1}-T_{2})\cdot \Delta t}}&\alpha ={\frac {\dot {Q}}{A\cdot (T_{1}-T_{2})}}\end{alignedat}}}
mit
- {\displaystyle \Delta Q}: übertragene Wärmemenge
- {\displaystyle A}: betrachtete Kontaktfläche / benetzte Oberfläche
- {\displaystyle T_{1}}, {\displaystyle T_{2}}: Temperaturen der beteiligten Medien
- {\displaystyle \Delta t}: betrachtetes Zeitintervall
- {\displaystyle {\dot {Q}}}: Wärmestrom

Die abgeleitete Dimension des Wärmeübergangskoeffizienten in SI-Einheiten ist {\displaystyle {\frac {\mathrm {W} }{\mathrm {m^{2}\cdot K} }}={\frac {\mathrm {kg} }{\mathrm {s^{3}\cdot K} }}}.
Je nach Richtung der Wärmeübertragung wird ΔQ einen positiven oder negativen Wert annehmen.
Für Grenzschichten zwischen festen Materialien oder ruhenden Fluiden kann als absolute Größe – im Sinne einer Materialkonstante unabhängig von der Fläche – der Wärmewiderstand {\displaystyle R_{th}} angegeben werden:
{\displaystyle R_{th}={\frac {1}{\alpha \cdot A}}={\frac {(T_{1}-T_{2})\cdot \Delta t}{\Delta Q}}} in {\displaystyle \mathrm {\frac {K}{W}} } (mit {\displaystyle \mathrm {K} } – Kelvin, {\displaystyle \mathrm {W} } – Watt).

## Thermodynamische Berechnungen

### Lokaler Wärmeübergangskoeffizient
Lokale Werte {\displaystyle \alpha (x)} des Wärmeübergangskoeffizienten sind für Computersimulationen und theoretische Betrachtungen wichtig. In einer dünnen Grenzschicht an der Wandoberfläche ist die Strömung laminar und der Wärmetransport erfolgt überwiegend durch Wärmeleitung. In diesem Fall ergibt sich der lokale Wärmeübergangskoeffizient zu
{\displaystyle \alpha _{\mathrm {GS} }={\frac {\lambda }{\delta _{\mathrm {T} }}}}
mit
- der Wärmeleitfähigkeit {\displaystyle \lambda } des Fluids bei der mittleren Temperatur {\displaystyle T_{\mathrm {m} }={\frac {T_{\mathrm {F} }+T_{\mathrm {S} }}{2}}}
  - der Fluidtemperatur {\displaystyle T_{\mathrm {F} }} im turbulent durchmischten Bereich, d. h. außerhalb der laminaren Grenzschicht
  - der lokalen Oberflächentemperatur {\displaystyle T_{\mathrm {S} }} der Wand (S = solid, Festkörper bzw. surface, Oberfläche).
- der Dicke {\displaystyle \delta _{T}} der thermischen Grenzschicht. Bei Gasen hat {\displaystyle \delta _{\mathrm {T} }} etwa die gleiche Größe wie die Dicke {\displaystyle \delta } der Strömungsgrenzschicht. Das Grenzschichtverhältnis ist eine reine Funktion der Prandtl-Zahl und damit für das Fluid charakteristisch. In guter Näherung (Abweichung kleiner als 3 %) gilt:

{\displaystyle {\frac {\delta _{\mathrm {T} }}{\delta }}={\frac {1}{\sqrt[{3}]{Pr}}}}
Die lokale Wärmestromdichte {\displaystyle {\dot {q}}_{\mathrm {GS} }} durch die Grenzschicht ergibt sich aus
{\displaystyle \Rightarrow {\dot {q}}_{\mathrm {GS} }={\frac {{\dot {Q}}_{\mathrm {GS} }}{A}}=\alpha _{\mathrm {GS} }\cdot (T_{\mathrm {F} }-T_{\mathrm {S} }).}

### Mittlerer Wärmeübergangskoeffizient
Für technische Berechnungen werden meist mittlere Wärmeübergangskoeffizienten verwendet, die für eine gegebene Geometrie (Baugruppe) mit dem Unterschied der Fluidtemperatur am Einlauf zur mittleren Wandtemperatur definiert werden.
Der mittlere Wärmeübergangskoeffizient ist der dimensionslosen Nußelt-Zahl {\displaystyle \mathrm {Nu} } proportional, die bei gegebener Geometrie eine reine Funktion der Reynolds- und der Prandtl-Zahl ist:
{\displaystyle \alpha _{m}={\frac {\lambda }{L}}\cdot \mathrm {Nu} (\mathrm {Re} ,\mathrm {Pr} )}
mit
- der Wärmeleitfähigkeit {\displaystyle \lambda } des Fluids
- der charakteristischen Länge {\displaystyle L} (z. B. der Durchmesser einer Düse)
- der dimensionslosen Reynolds-Zahl {\displaystyle \mathrm {Re} ={\frac {v\cdot L\cdot \rho }{\eta }}}
  - der charakteristischen Strömungsgeschwindigkeit {\displaystyle v} des Fluids (z. B. die mittlere Austrittsgeschwindigkeit aus einer Düse)
  - der Dichte {\displaystyle \rho } bei der arithmetisch gemittelten Temperatur des Fluids (s. o.)
  - der dynamischen Viskosität {\displaystyle \eta }
- der dimensionslosen Prandtl-Zahl {\displaystyle \mathrm {Pr} ={\frac {\eta \cdot c_{p}}{\lambda }}}
  - der isobaren spezifischen Wärmekapazität {\displaystyle c_{p}.}

Die Darstellung des mittleren Wärmeübergangskoeffizienten durch die Nußelt-Zahl stellt ein Ähnlichkeitsgesetz dar, bei dem stets die jeweilige Definition der charakteristischen Länge und der charakteristischen Geschwindigkeit mit angegeben werden muss.

### Freie Konvektion
Ist die Strömung bedingt durch freie Konvektion, so hängen der Wärmeübergangskoeffizient und die Nußelt-Zahl von der Grashof-Zahl ab.
Näherungsweise lässt sich der Wärmeübergangskoeffizient in diesem Fall mit folgenden Zahlenwertgleichungen ermitteln:
- Medium Luft:   {\displaystyle \alpha =12\cdot {\sqrt {v}}+2}
- Medium Wasser: {\displaystyle \alpha =2100\cdot {\sqrt {v}}+580,}

jeweils mit der Strömungsgeschwindigkeit {\displaystyle v} des Mediums in Metern pro Sekunde.

### Wärmestrahlung
Die Berechnung des Wärmeübergangskoeffizienten durch Wärmestrahlung gestaltet sich sehr viel schwieriger als im Falle der Konvektion.
Für den Wärmeübergangskoeffizient durch Strahlung eines schwarzen Körpers gilt:
| Temperatur in °C                                      | −10  | 0    | 10   | 20   | 30   |
| ----------------------------------------------------- | ---- | ---- | ---- | ---- | ---- |
| {\displaystyle h_{\mathrm {s0} }} in W/(m²·K)         | 4,1  | 4,6  | 5,1  | 5,7  | 6,3  |
| {\displaystyle R_{\mathrm {se} }=1/h_{\mathrm {s0} }} | 0,24 | 0,22 | 0,20 | 0,18 | 0,16 |

## Wärmeübergangskoeffizient und -widerstand im Bauwesen
Im Bauwesen wurde vor einiger Zeit die englische Symbolik eingeführt. Daher findet sich in bauphysikalischen Formeln und Berechnungen seither die von der sonst gebräuchlichen Schreibung abweichende Bezeichnung h.
h ist definiert als die Wärmemenge, die bei ruhender Luft und einem Temperaturunterschied von 1 Kelvin (zwischen Luft und Bauteiloberfläche) über eine Fläche von 1 m² innerhalb von 1 Sekunde übertragen wird. Sie addiert sich aus einem konvektiven hc und einem Strahlungsanteil hr; der Anteil aus Konduktion wird aufgrund der geringen Wärmeleitfähigkeit der Luft vernachlässigt.
{\displaystyle h=h_{r}+h_{c}\ } 
Ein vereinfachtes Rechenverfahren zur Ermittlung von hr und hc findet sich in EN ISO 6946, Anhang A. hr wird dort nach dem Stefan-Boltzmann-Gesetz aus dem Wärmeübergangskoeffizienten aufgrund der Strahlung des schwarzen Körpers und dem Emissionsgrad des jeweiligen Oberflächenmaterials berechnet; hc ist abhängig von der räumlichen Orientierung des Wärmestroms sowie bei außenliegenden Oberflächen von der Windgeschwindigkeit. Verbindliche Werte sowohl für hc als auch für die Korrekturwerte unterschiedlicher Windgeschwindigkeiten werden – ohne Angabe der Herleitung – in Anhang A der Norm als Konstanten angegeben. Auch ein stark vereinfachendes Korrekturverfahren für nicht ebene Oberflächen wird in der Norm festgelegt.
Der Kehrwert 1/h (früher: 1/α) ist hier (abweichend von der in der Physik gebräuchlichen dimensionslosen Verwendung als Materialkonstante) lt. Norm der Wärmeübergangswiderstand Rs in (m²·K)/W.
- Je höher der Wärmeübergangskoeffizient, desto schlechter ist die Wärmedämmeigenschaft der Stoffgrenze.
- Je höher der Wärmeübergangswiderstand, desto besser ist die Wärmedämmeigenschaft.

### Wärmeübergangskoeffizient bei thermisch aktiven Raumumfassungen
Bei der thermischen Bauteilaktivierung – sei es als stationär wirkende Heiz-/Kühlflächen oder als instationär arbeitende Massivspeicherkörper jeweils in die Raumumfassungen (Decken, Fußböden und/oder Wänden) integriert – ist der Gesamtwärmeübergangskoeffizient (Konvektion plus Strahlung) aufgrund der relativ kleinen Temperaturdifferenzen zwischen Oberfläche und Raum für die Wärmestromdichte sehr bedeutungsvoll. Die Komplexität der Mischkonvektion (freie und erzwungene Konvektion), die Überlagerung mit dem Wärmetransport durch Strahlung und das Vorhandensein von örtlich unterschiedlichen Luft- und Strahlungstemperaturen im Raum bezogen auf die thermisch aktiven Bauteiloberflächen führen zu Schwierigkeiten bei der Ermittlung der Gesamtwärmeübergangskoeffizienten und zu unterschiedlichen Ergebnisinterpretationen. Vorteilhaft gestaltet sich in der Praxis das Arbeiten mit den sogenannten Basiskennlinien, wie beispielsweise bei der normierten Leistungsberechnung für die Fußbodenheizung eingeführt und auch für die praktische Kühldeckenauslegung verwendet, da nur die Raumtemperatur als Bezugsgröße auftritt. Die Basiskennlinie gibt die Wärmestromdichte der Heiz-/Kühlfläche in Abhängigkeit von der Flächenlage im Raum an. In der Zeitschrift Gesundheitsingenieur wurde ein allgemeingültiger Zusammenhang zwischen Gesamtwärmeübergangskoeffizienten und Basiskennlinien hergestellt.

## Normen
- EN ISO 6946, als DIN :2018-03 Bauteile – Wärmedurchlasswiderstand und Wärmedurchgangskoeffizient – Berechnungsverfahren
- EN ISO 7345, als DIN :2018-07 Wärmeverhalten von Gebäuden und Baustoffen – Physikalische Größen und Definitionen
- EN ISO 9346, als DIN :2008-02 Wärme- und feuchtetechnisches Verhalten von Gebäuden und Baustoffen – Physikalische Größen für den Stofftransport – Begriffe